# Philiszkosz (filozófus)
Philiszkosz (3. század) görög filozófus.
Thesszáliából származott, a szofista filozófia követője volt. Kortársai közül kitűnt tiszta nyelvezetével és munkáinak ügyes szerkesztésével. Kihívó modora miatt kiesett Caracalla római császár kegyeiből. Athénben halt meg 67 éves korában, munkái közül semmi sem maradt fenn.